# チャンク (情報)
チャンク（英: Chunk）とは、PNG、IFF、MP3、AVIなど、多くのマルチメディアファイルフォーマットで使用される情報の断片である。
各チャンクにはヘッダが含まれており、チャンクの種類、コメント、サイズなどのパラメータを示している。ヘッダに続く可変領域にはデータが格納されており、そのデータはヘッダ内のパラメータに基づいてプログラムによってデコードされる。
チャンクはまた、P2Pプログラムによってダウンロードまたは管理される情報の断片でもある。
分散コンピューティングにおいては、チャンクとはプロセッサあるいはコンピュータの構成要素の一つに処理のため送られるデータの集合体である。

## References
1. ↑  “Microsoft WAVE soundfile format”. soundfile.sapp.org. 2019年3月15日閲覧。
2. ↑  “AudioFormats/WAVE/Docs”. 2025年5月5日閲覧。